# Copris typhoeus
Copris typhoeus là một loài bọ cánh cứng trong họ Bọ hung (Scarabaeidae).